# François Coli

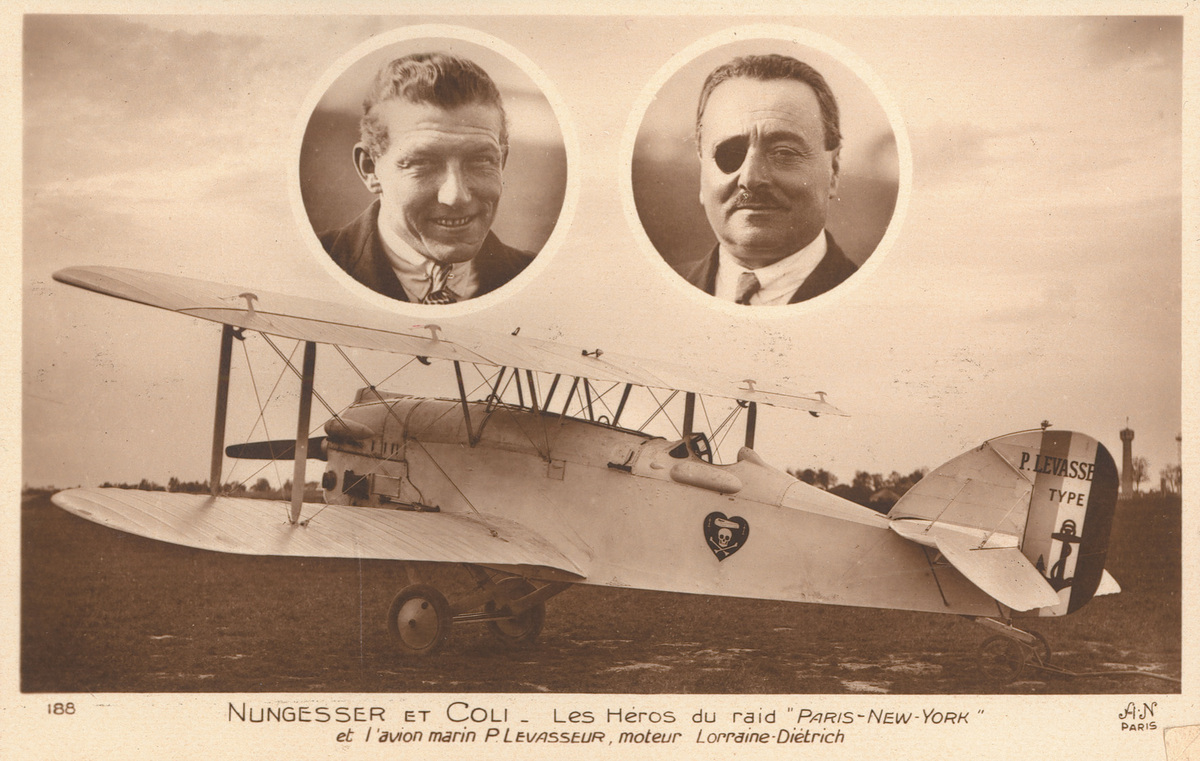
Charles Nungesser (links) und François Coli mit der Oiseau blanc

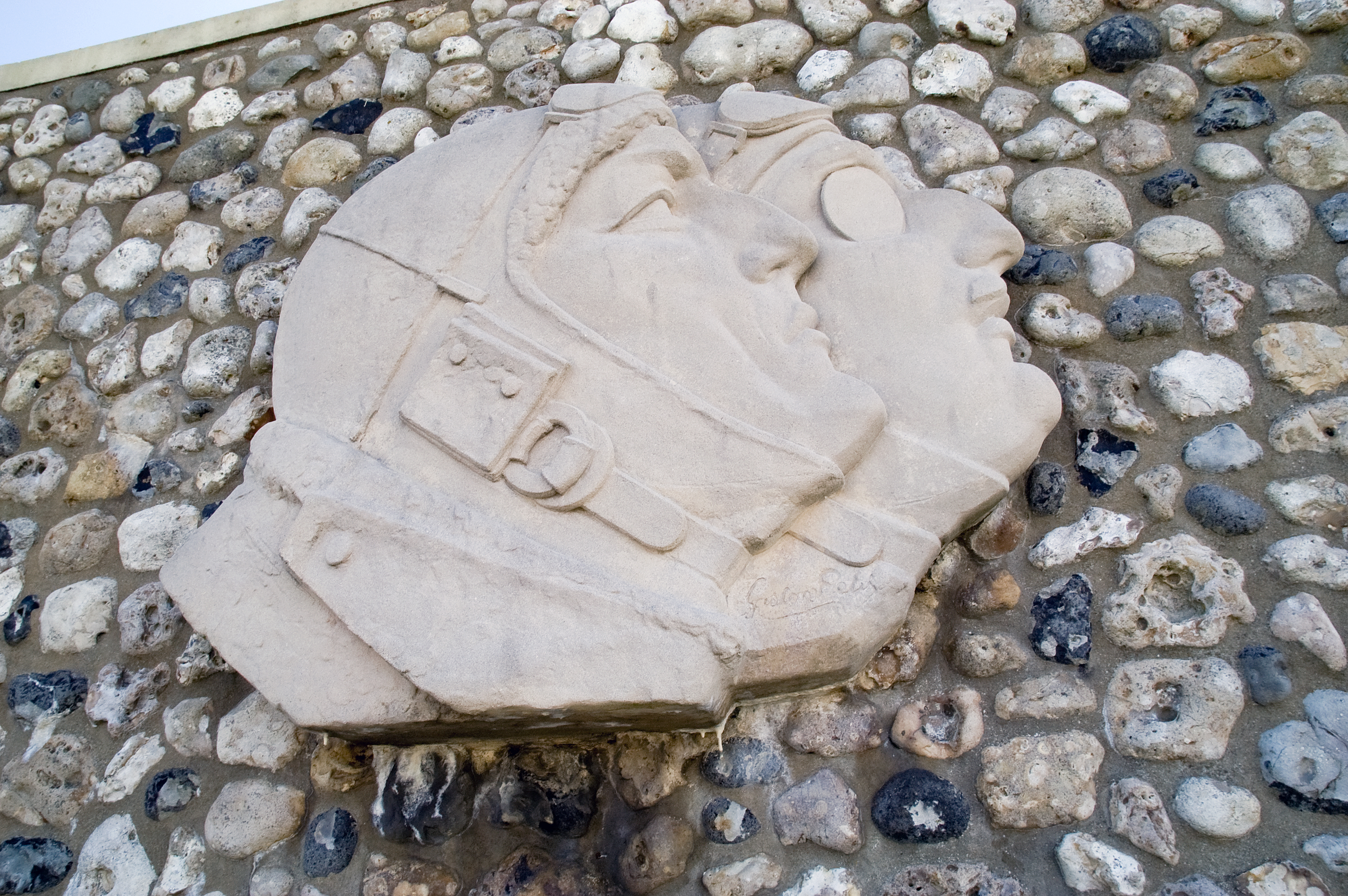
Denkmal für Charles Nungesser und François Coli

François Coli (* 5. Juni 1881 in Marseille; † verschollen am 8. Mai 1927 im Atlantik oder in Nordamerika) war ein französischer Flugpionier.
Im Ersten Weltkrieg wurde Coli schwer verwundet und verlor sein rechtes Auge. 1919 schaffte er mit seinem Flugzeug die zweifache Überquerung des Mittelmeers und stellte einen neuen Entfernungsrekord auf.
Coli starb beim Versuch, zusammen mit Charles Nungesser im Doppeldecker L’Oiseau Blanc (Weißer Vogel) den Atlantik nonstop von Paris nach New York zu überqueren und dafür den Orteig-Preis zu kassieren.
Das Flugzeug wurde am 8. Mai 1927 zuletzt bei Étretat in der Normandie gesehen, wo heute das Nungesser-und-Coli-Denkmal und ein Museum das Ereignis würdigen. Möglicherweise erreichten Nungesser und Coli den nordamerikanischen Kontinent in Kanada und stürzten dann in den Hügeln des US-Staates Maine ab.
Wenige Tage später, am 21. Mai 1927, gelang Charles Lindbergh mit seinem Flugzeug Spirit of St. Louis der erste Nonstopflug von New York nach Paris und gewann damit den Orteig-Preis.
In dem kanadischen Spielfilm Die Geisterpiloten - Flug in die Zukunft (1999) sind die Geister von Francois Coli und Charles Nungesser dazu verdammt, den Absturz, bei dem sie ums Leben kamen, immer wieder zu erleben, bis zwei Kinder sie von diesem Fluch befreien.